# Галово
Галово (болг. Галово) — село в Болгарии. Находится в Врачанской области, входит в общину Оряхово. Население составляет 306 человек.

## Политическая ситуация
В местном кметстве Галово, в состав которого входит Галово, должность кмета (старосты) исполняет Венера Илиева Цекова (Болгарская социалистическая партия (БСП)) по результатам выборов.
Кмет (мэр) общины Оряхово — Георги Иванов Пенков (коалиция в составе 2 партий: Национальное движение «Симеон Второй» (НДСВ), Земледельческий народный союз (ЗНС)) по результатам выборов.